# Tore Axén

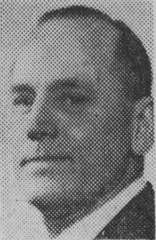
Tore Axén

Tore Roland Axén, född 9 april 1906 i Stockholm, död 13 juli 1979 på Lidingö, var en svensk arkitekt som främst ritade skolbyggnader. 

## Biografi
Efter reservofficersexamen 1928 var Axén löjtnant vid Göta livgarde (I 2) 1933–1935. Han utexaminerades från Kungliga Tekniska högskolan 1932, från Kungliga Konsthögskolan 1939 och var därefter anställd vid Paul Hedqvists arkitektkontor där han bland annat arbetade med ritningar för Kungsholmens kommunala flickskola (nuvarande Rålambshovsskolan). 1941–1943 var han byråchef vid Statens krigsmaterielnämnd, chefsarkitekt vid Fortifikationsförvaltningen 1944–1946 och byrådirektör vid Byggnadsstyrelsen 1949–1956. Han bedrev även egen arkitektverksamhet. 
Axén var styrelseledamot i Svenska arkitektföreningen 1937–1939, i Svenska Arkitekters Riksförbund 1940–1944, ledamot av Ingenjörsvetenskapsakademiens kommitté för berganläggningar 1941–1942 och ordförande i Älgö vägförening från 1965. Han är begravd på Lidingö kyrkogård.

## Verk i urval
- Stadshus i Kumla, 1942

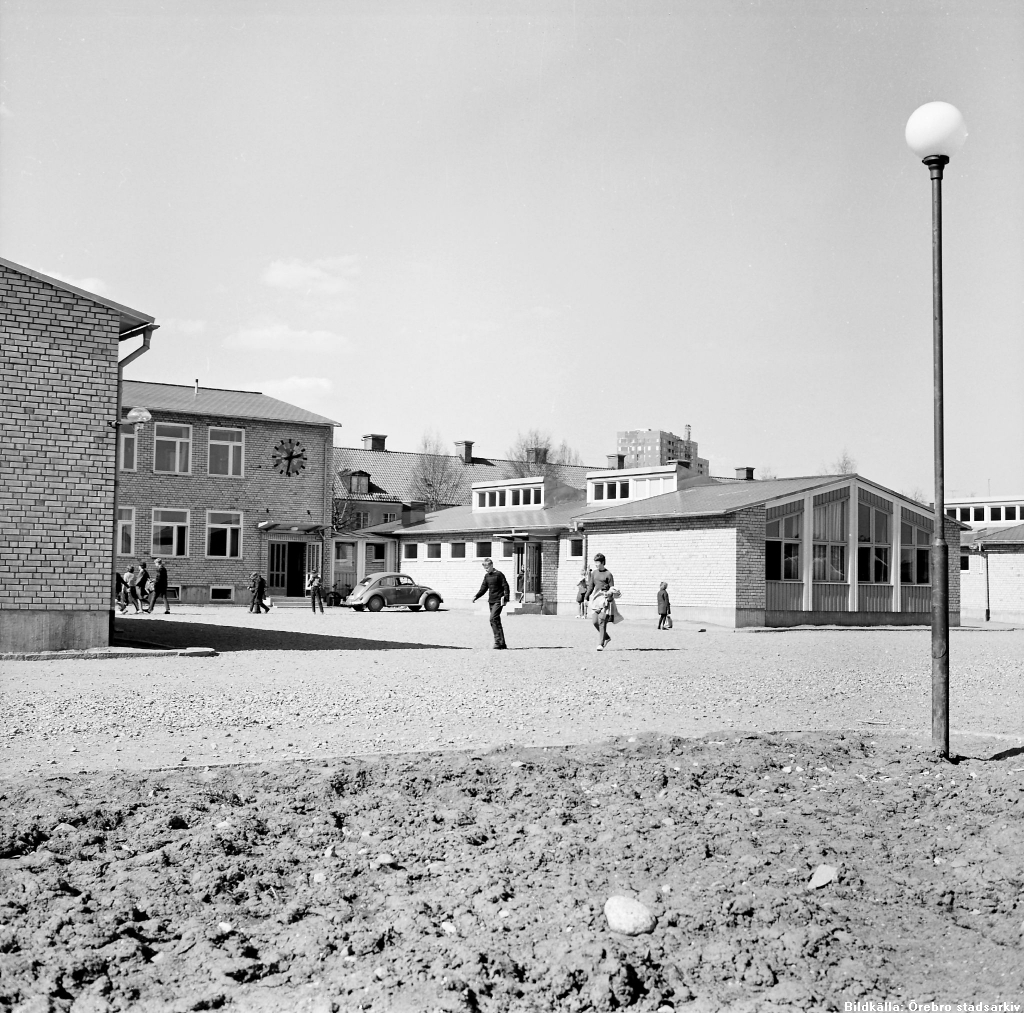
Sveaskolan i Örebro, foto: 1960.

- Göta pansarlivgarde Enköping, 1944, tillsammans med Per Persson
- Aspuddens skola i Stockholm 1948, tillsammans med Per Persson
- Värmdö gymnasium (f.d. Enskede gymnasium) i Stockholm (Årsta) 1950, tillsammans med Per Persson
- Käppala skola på Lidingö, 1954
- Kommunskolan i Sigtuna (Stora Brännbo Konferens och Hotell) 1956
- Duvnässkolan i Nacka i början av 1950-talet.
- Umeå högre allmänna läroverk, 1954, tillsammans med Bengt Härlin
- Yrkesskola i Nacka,  1961
- Idrottshallar i Skoghall och Rättvik
- Bagartorps skola i Solna stad  1961–1962
- Sveaskolan i Örebro 1962
- Stenbackaskolan, Solna 1966–1968 [1]
- Rudbecksskolan i Sollentuna köping 1967
- Nacka gymnasium, 1970 (projektet övertogs av Åke Östin 1974)
- Högstadieskola i Älta, 1972

### Bilder

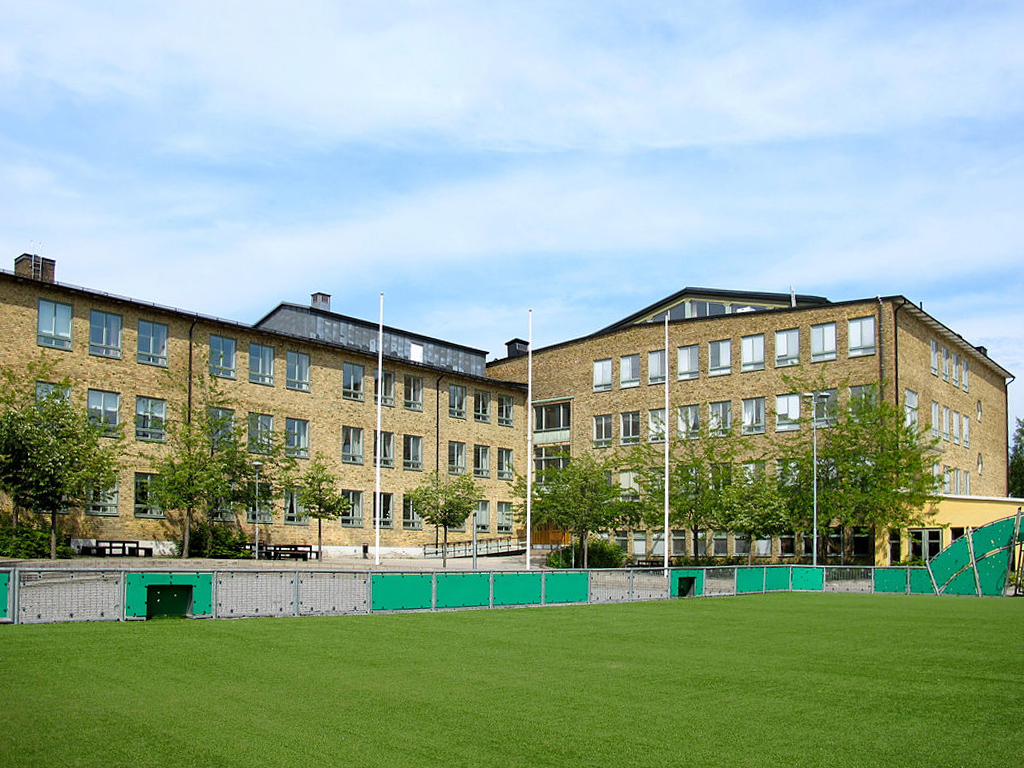
Aspuddens skola.
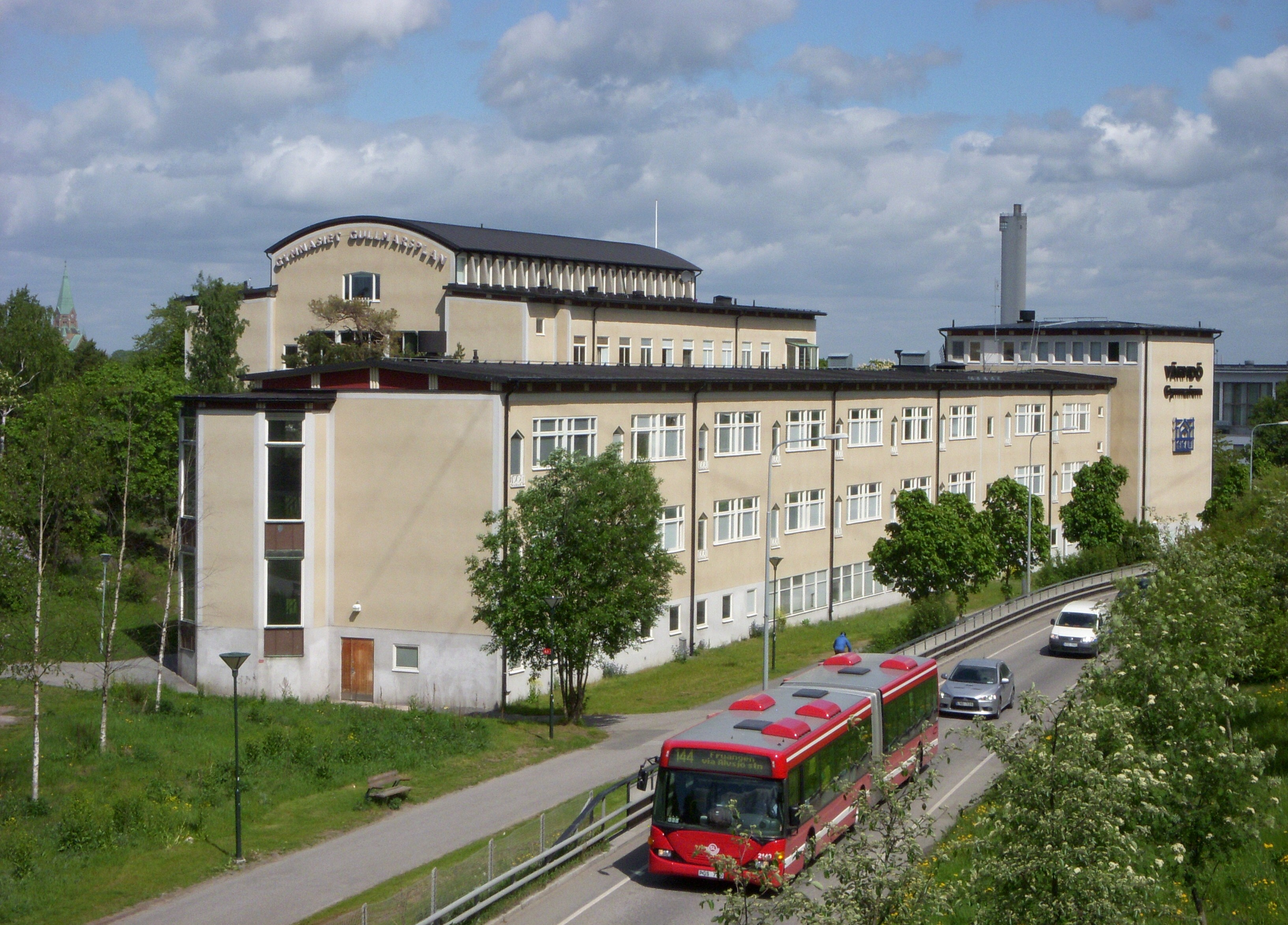
Värmdö Gymnasium. (f.d. Enskede gymnasium)
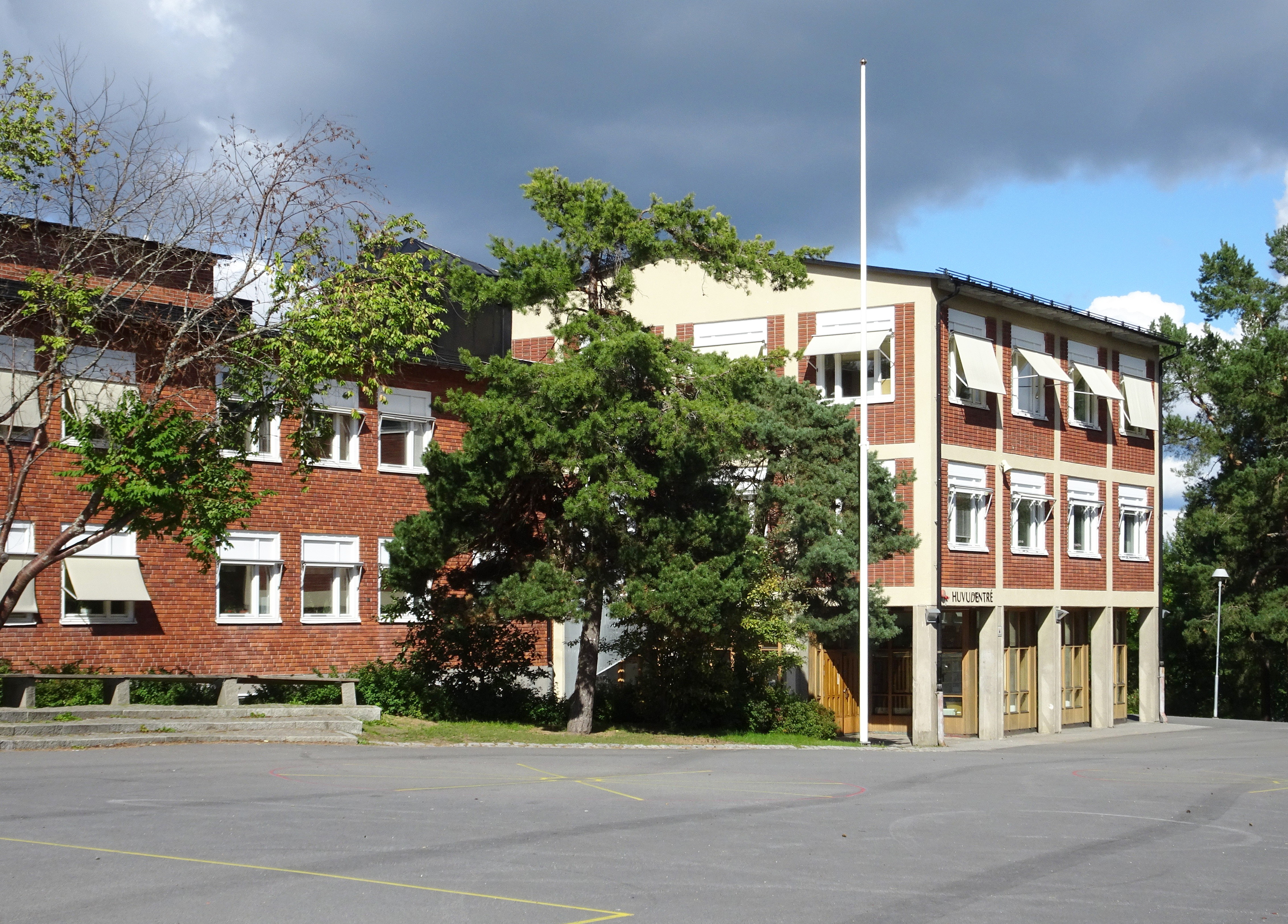
Käppala skola.
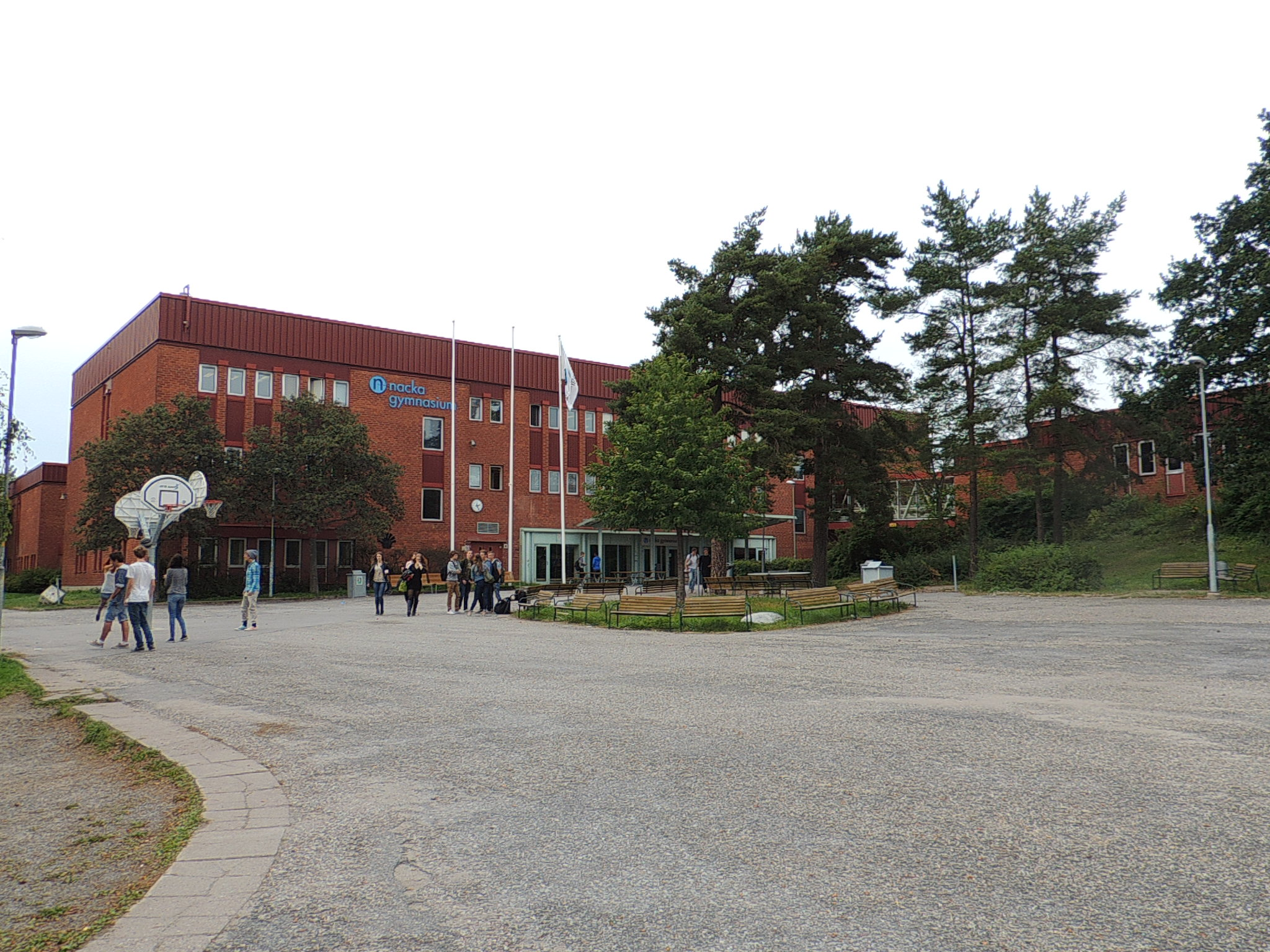
Nacka gymnasium.